# Измир (вилает)
Измир (на турски: İzmir) е вилает в Югозападна Турция. Административен център на вилаета е град Измир, който е разделен на 12 градски района и заедно с останалите 18 градове околийски центрове (общо 30), образуват населението на града и на едноименния вилает.
Вилает Измир заема площ от 11 937 km2. Има население 4 320 519 души (2018). Граничи с вилает Балъкесир на север, с вилает Маниса на изток и с вилает Айдън на юг.
Гъстотата на населението е 362 души/km2. Кодът на МПС за вилаета е 35.

## Околии
Вилает (област) Измир е разделен административно-териториално на 30 околии (към 2012 г.), които от своя страна се разделят на общини. От тридесетте околии 12 представляват градски райони на град Измир, като към някой от градските райони принадлежат и околни селища на мегаполиса, а други представляват изцяло квартали на Измир. Съгласно административно-териториалното деление в Турция, градските райони на големите градове като Истанбул, Анкара, Измир се наричат околии (на турски: ilçe, илче), както всички останали околии в дадена област, имайки и същия административен статут.
Околиите, които не са градски райони на Измир носят имената на градовете околийски центрове.

### Градски райони на Измир
- Балчова
- Байраклъ
- Борнова
- Буджа
- Газиемир
- Гюзелбахче
- Карабаглар
- Конак (централната част на града)
- Каршъяка
- Менемен
- Нарлъдере
- Чигли

### Градове околийски центрове
- Али ага
- Байъндър
- Бергама
- Бейдаг
- Дикили
- Йодемиш
- Карабурун
- Кемал паша
- Кънък
- Кираз
- Мендерес
- Сеферхисар
- Селчук
- Тире
- Торбалъ
- Урла
- Фоча
- Чешме

## Население
Численост на населението според преброяванията през годините:
| Година | Численост |
| 1990   | 2 694 770 |
| 2000   | 3 370 866 |
| 2011   | 3 952 036 |
| 2018   | 4 320 519 |